# عدالت اقتصادی
عدالت اقتصادی (به انگلیسی: Economic justice) با شکوفایی اقتصادی (Economic prosperity) تلاقی می‌کند، به گونه‌ای که اگر همه افراد جامعه بتوانند دستمزد بگیرند، آنگاه به رشد اقتصادی کمک می‌کنند. این دستمزدها سپس به خرید کالایی تبدیل می‌شود که اقتصاد را به حرکت درمی‌آورد، اما تنها زمانی کار می‌کند که همه بتوانند «برای خود تأمین کنند و درآمد اختیاری خود را حفظ کنند».
عدالت در اقتصاد زیرمجموعه‌ای از عدالت اجتماعی و اقتصاد رفاه است. مجموعه‌ای از اصول اخلاقی و اخلاقی برای ایجاد نهادهای اقتصادی است. هدف عدالت اقتصادی ایجاد فرصت‌هایی برای هر فرد برای داشتن یک زندگی آبرومندانه، سازنده و خلاق است که فراتر از اقتصاد ساده است.